# Andréi Martemianov
Andréi Martemianov (en ruso: Андре́й Алексе́евич Мартемья́нов; Sverdlosk, RSFS de Rusia; 30 de marzo de 1963 – Sochi, Rusia; 25 de marzo de 2025) fue un jugador y entrenador de hockey sobre hielo ruso que jugó en la posición de defensa.

## Carrera

### Club
| Periodo   | Club                          |
| --------- | ----------------------------- |
| 1981—1983 | Dinamo-Energija Yekaterinburg |
| 1983—1984 | HC CSKA Moscú                 |
| 1984—1991 | Dinamo-Energija Yekaterinburg |
| 1991—1992 | HDD Olimpija Ljubljana        |
| 1992—1993 | Metallurg Magnitogorsk        |
| 1993—1994 | Kölner Haie                   |
| 1994—1995 | Ratinger Löwen                |
| 1995—1996 | Dinamo-Energija Yekaterinburg |
| 1996—1997 | Metallurg Magnitogorsk        |
| 1997—1999 | HC CSK VVS Samara             |

### Selección nacional
Jugó a nivel de selecciones nacionales de Unión Soviética desde la categoría sub-18 y con Rusia jugó de 1992 a 1993.

### Entrenador
| Periodo   | Club                       |
| --------- | -------------------------- |
| 2013-2015 | Sokol Krasnoyarsk          |
| 2015      | Yuzhny Ural Orsk           |
| 2016-2018 | Amur Khabarovsk            |
| 2018-2020 | Avtomobilist Ekaterimburgo |
| 2021-2023 | HC Sibir Novosibirsk       |
| 2023-2024 | Amur Khabarovsk            |

## Muerte
Martemyanov murió en la noche del 25 de marzo de 2025 en Sochi de un derrame cerebral a los 63 años.

## Logros

### Club
- Campeonato soviético de hockey sobre hielo (1): 1984

### Selección nacional
- Eurocopa Sub-20 de Hockey sobre Hielo (1): 1981
- Campeonato Mundial Sub-20 de Hockey sobre Hielo (1): 1983
- Universiadas (1): 1989